# Blue Öyster Cult

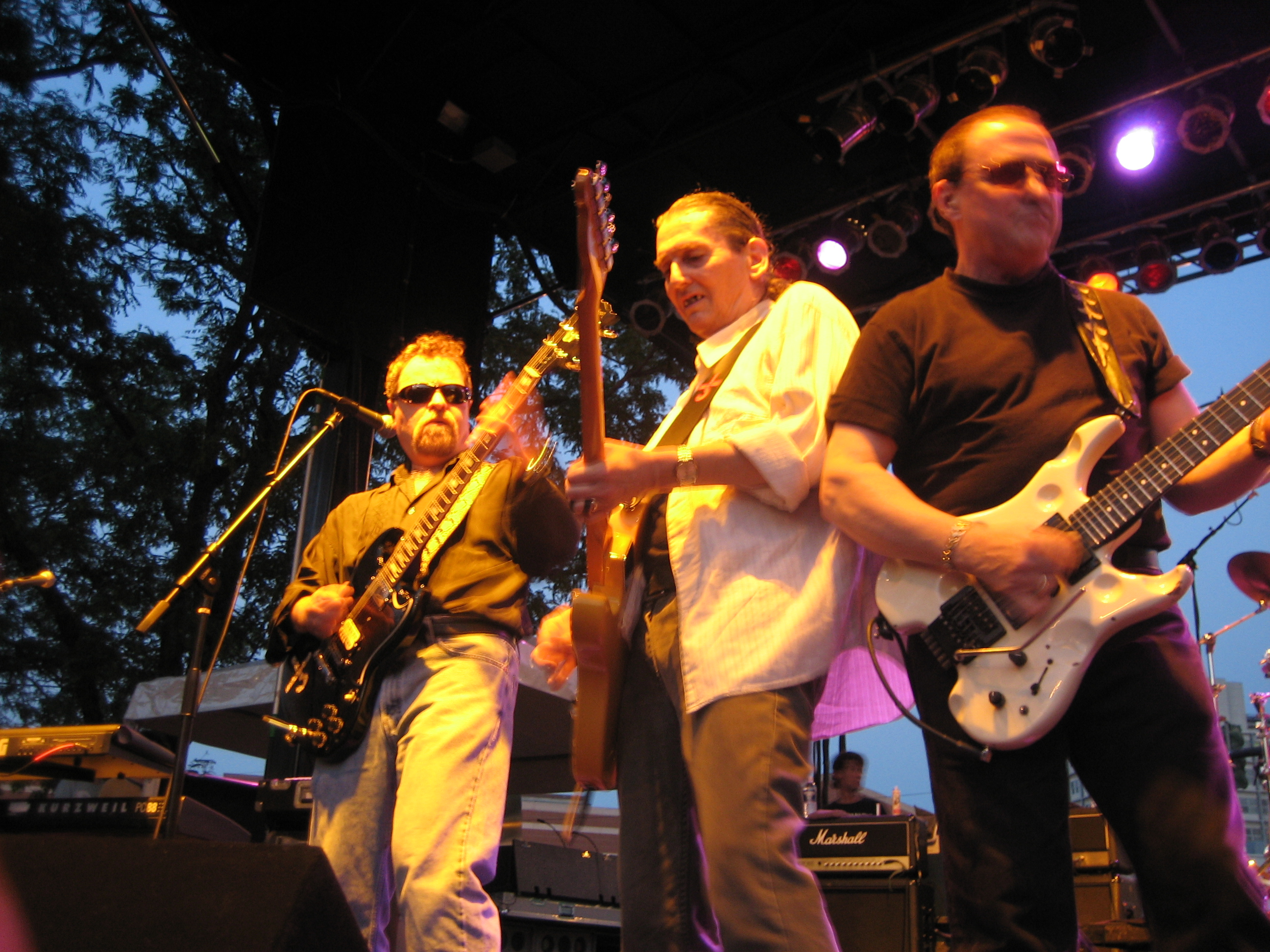
Blue Öyster Cult 2006.

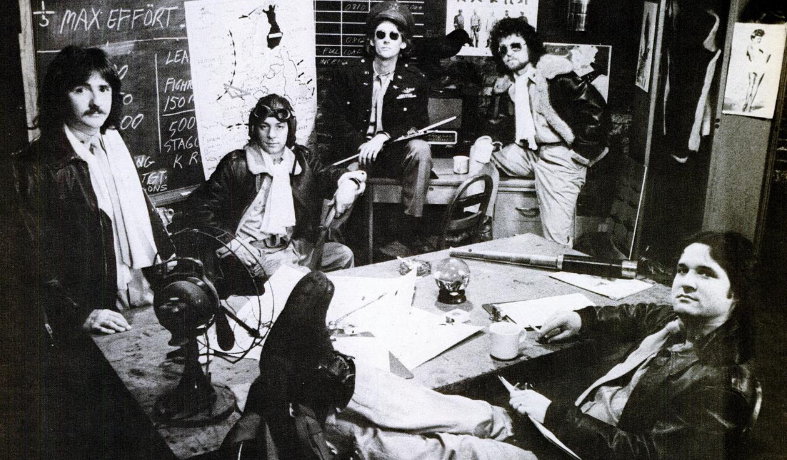
Blue Öyster Cult 1974.

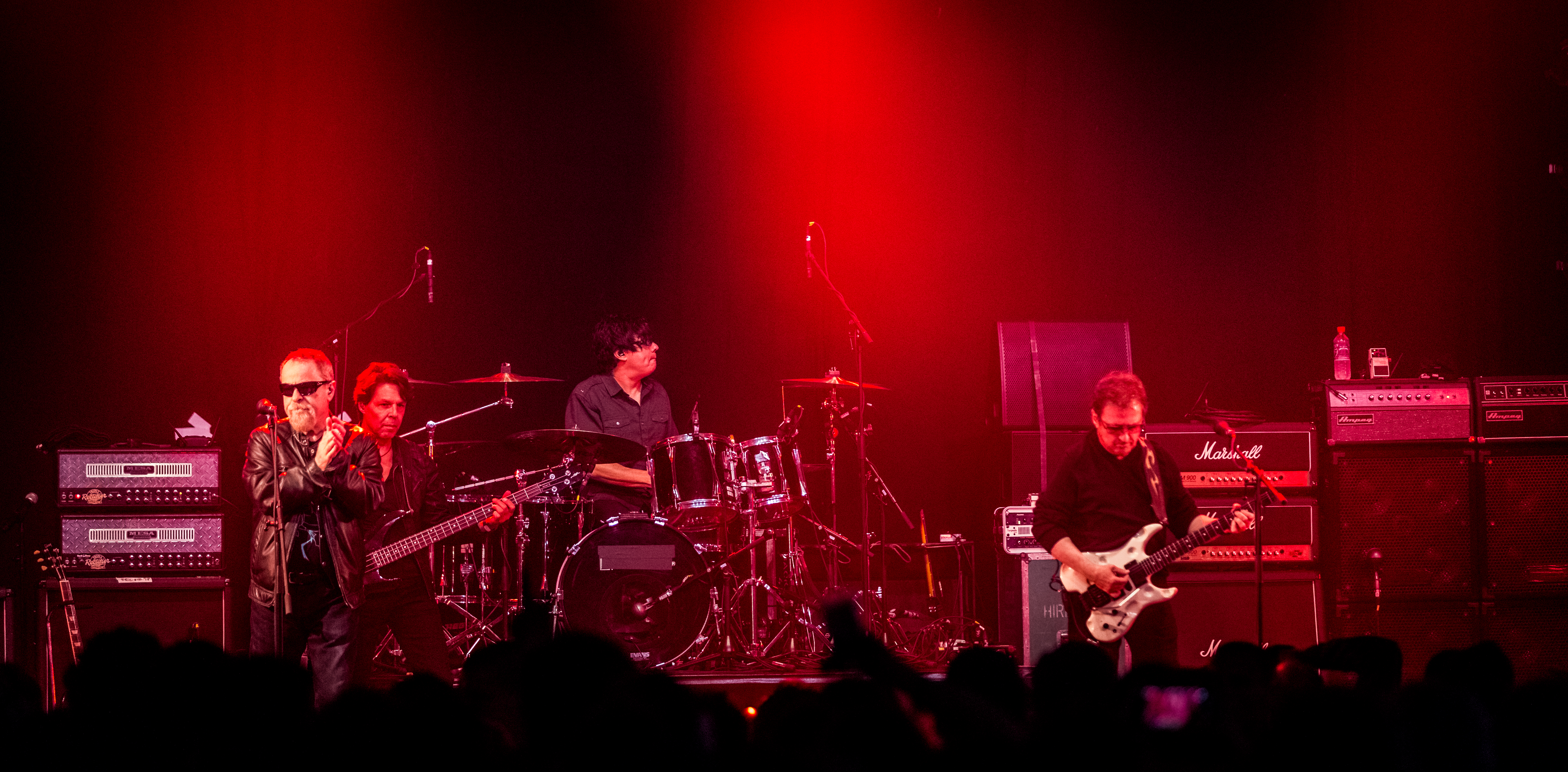
Blue Öyster Cult på Wacken Open Air 2016.

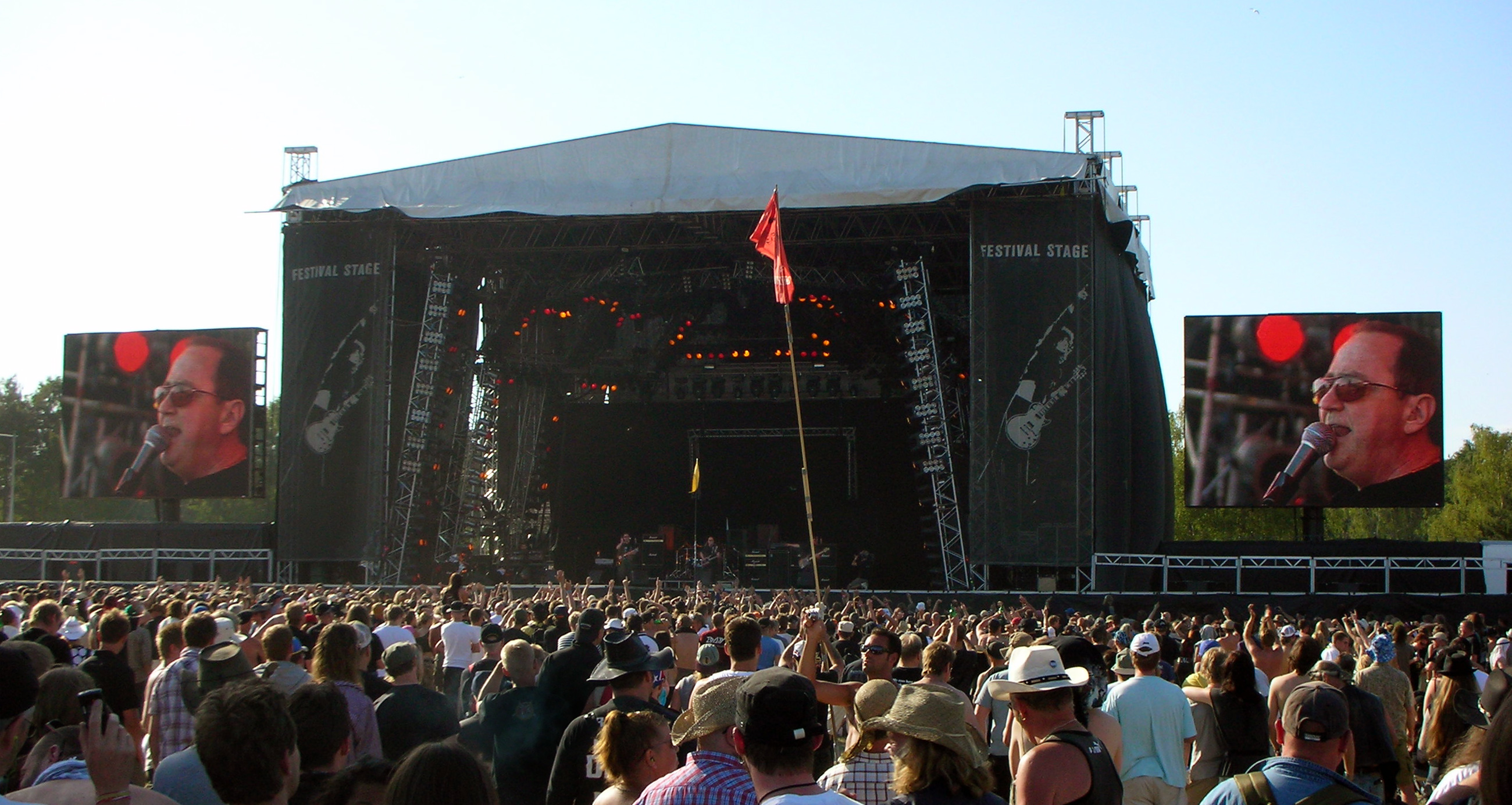
Blue Öyster Cult uppträder på Sweden Rock, 2008.

Blue Öyster Cult, förkortat BÖC, är ett amerikanskt rockband bildat 1970 på Long Island i New York, USA. De är kanske mest kända för låten "(Don't Fear) the Reaper" från 1976. De spelar traditionell hårdrock med rötter i 70-talet, men bär också spår av jazz, blues och psykedelia. Gruppens manager Sandy Pearlman var under de första plattorna starkt involverad i textförfattandet, och låtarna innehåller inte sällan rent intellektuella socialpsykologiska resonemang, parat med en dragning åt mysticism. Blue Öyster Cult har sålt över 24 miljoner album världen över 

## Historia
Gruppens första uppsättning musiker bestod av sångaren Les Braunstein, gitarristen Donald Roeser, basisten Andy Winters, keyboardisten Allen Lanier, och batteristen/trummisen Albert Bouchard. De gick då år under namnet 1967 Soft White Underbelly. Gruppen stöddes av deras managrar Sandy Pearlman och Richard Meltzer som följde gruppen och hjälpte till med textskrivandet. Gruppen spelade under slutet av 1960-talet ett album för Elektra Records, men endast en singel släpptes där under gruppnamnet Stalk-Forrest Group. Albumet släpptes till slut på Elektra/Rhino den 23 april 2001 i en limiterad upplaga om 5000 numrerade exemplar. Titeln var St.Cecilia: The Elektra Recordings.
1971 hade gruppen mist sitt kontrakt med Elektra och började nu spela in för skivbolaget Columbia Records. Les Braunstein hade fått lämna gruppen i slutet på 60-talet för att bli ersatt av Eric Bloom. Basisten Andy Winters hade också fått gå, och ersatts av trummisen Albert Bouchards bror Joe. I den här uppsättningen släppte man det självbetitlade debutalbumet Blue Öyster Cult 1972. Den mottogs väldigt positivt av kritiker, bl.a. fick den epitetet "århundradets rockplatta". Gruppen kallades också "det intelligenta hårdrockbandet". Debuten och gruppens andra album Tyranny and Mutation sålde i mindre skala men deras tredje album, Secret Treaties som släpptes 1974, tog sig in på topp-100 listan över mest sålda album i USA. Patti Smith bidrog med text till några av låtarna på gruppens 1970-talsalbum.
1976 släppte Blue Öyster Cult sitt kanske mest kända album, Agents of Fortune som gav världen hiten "(Don't Fear) the Reaper". Gruppen fortsatte under slutet av 1970-talet att släppa framgångsrika album, exempelvis Spectres där en annan av deras kända låtar "Godzilla" återfinns. 1981 släpptes albumet Fire of Unknown Origin och gruppen fick med det ännu en stor hit med "Burnin' for You".
Mot slutet av 1980-talet var endast Donald Roeser och Eric Bloom kvar från originaluppsättningen av gruppen. Gruppen började spela in nytt material igen 1998 efter 10 års tystnad. År 2001 släpptes studioalbumet Curse of the Hidden Mirror.
I juni 2008 spelade Blue Öyster Cult på Sweden Rock Festival i Sölvesborg, bandets enda spelning i Skandinavien under 2008. 8 juni 2012 gör gruppen come-back i Sverige på samma festival.
I oktober 2020 släpptes studioalbumet The Symbol Remains, det första på nitton år.

## Medlemmar
Nuvarande medlemmar
- Buck Dharma;– gitarr, sång och bakgrundssång (1970–)
- Eric Bloom;– huvudsång och bakgrundssång, "stun guitar", keyboard, synthesizer (1969–)
- Danny Miranda;– bas, bakgrundssång (1995–2004, 2017–)
- Richie Castellano;– keyboard, rytmgitarr, extra leadgitarr, bakgrundssång, extra leadsång (2007–), bas (2004–2007)
- Jules Radino;– trummor, slagverk (2004–)

Tidigare medlemmar
- Albert Bouchard – trummor rytmgitarr, munspel, keyboard, percussion, sång (1970–1981, 1985)
- Joe Bouchard - basgitarr, sång (1970-1981)
- Allen Lanier – keyboard, synthesizer, rytmgitarr, basgitarr, sång (1970–1985, 1987–2007, 2012, död 2013)
- Rick Downey – trummor, percussion (1981–1985)
- Tommy Zvoncheck – keyboard, synthesizer (1985–1986)
- Jimmy Wilcox – trummor, percussion, bakgrundssång (1985–1986)
- Jon Rogers – basgitarr, sång (1986, 1987–1995, 2007)
- Ron Riddle – trummor (1987–1991)
- Bobby Rondinelli – trummor, percussion (1997–2004)
- Rudy Sarzo – basgitarr, bakgrundssång (2007–2012)
- Kasim Sulton – basgitarr, bakgrundssång (2012–2017)

Turnerande medlemmar
- John Miceli – trummor, percussion (1992)
- Greg Smith – trummor, percussion (1995)

## Diskografi (urval)

### Studioalbum
- 1972 – Blue Öyster Cult
- 1973 – Tyranny and Mutation
- 1974 – Secret Treaties
- 1975 – On Your Feet or on Your Knees
- 1976 – Agents of Fortune
- 1977 – Spectres
- 1979 – Mirrors
- 1980 – Cultosaurus Erectus
- 1981 – Fire of Unknown Origin
- 1983 – The Revölution By Night
- 1985 – Club Ninja
- 1988 – Imaginos
- 1992 – Bad Channels
- 1998 – Heaven Forbid med sången Harvest Moon
- 2001 – Curse of the Hidden Mirror
- 2020 – The Symbol Remains

### Livealbum
- 1975 – On Your Feet or on Your Knees
- 1978 – Some Enchanted Evening
- 1982 – Extraterrestrial Live
- 1991 – Live 1976
- 2002 – A Long Day's Night
- 2007 – Live In America